# مورغان اندروز
مورغان اندروز (بالإنجليزية: Morgan Andrews)‏ هي لاعبة كرة قدم أمريكية، ولدت في 25 مارس 1995 في ميلفورد في الولايات المتحدة.

## وصلات خارجية
- مورغان اندروز على موقع الاتحاد الدولي (مؤرشف)  (الإنجليزية)
- مورغان اندروز على موقع قاعدة بيانات كرة القدم.إي يو (الإنجليزية)
- مورغان اندروز على موقع Soccerway.com (الإنجليزية)